# Авиаль
Авиа́ль (сокр. от авиационный алюминий) — группа сплавов системы алюминий-магний-кремний (Al-Mg-Si) с небольшими включениями других элементов (Fe, Zn, Mn, Ti, Cu и др.).

## История
Практическое применение сплавов типа авиаль стало возможным после открытия[когда?] Д. Хансоном и М. Гейлером эффекта искусственного состаривания сплавов семейства Al-Mg-Si и открытия эффекта термического упрочнения этой группы сплавов за счёт выделения Mg2Si.

## Свойства
Отличается высокой пластичностью (из авиаля изготавливают кованые и штампованные детали сложной формы) и удовлетворительной коррозионной стойкостью.
При повышенных требованиях к коррозионной стойкости, содержание меди снижают до 0,1 %.
Российские сплавы семейства авиалей обычно имеют маркировку с первыми буквами «АВ».
| Марка сплава | Al | Mg       | Si      | Предел прочности, МПа | Относительное удлинение, % |
| ------------ | -- | -------- | ------- | --------------------- | -------------------------- |
| АВ           | —  | 0,45—0,9 | 0,5—1,2 | 350                   | 12                         |
| АД31         | —  | 0,45—0,9 | 0,2—0,6 | 240                   | 12                         |
| АД35         | —  | 0,6—1,2  | 0,7—1,3 | 330                   | 8                          |

## Применение
Название авиаль уже говорит само за себя об основной области его применения: из авиаля изготавливают, например, лонжероны лопастей винтов вертолётов (штампованные детали сложной формы). Также, этот сплав нашёл себя в автопроме, в основном для изготовления кузовов в машинах класса премиум и выше.
Часто используется в производстве велосипедных рам и в корпусах мобильных телефонов.